# 広田真一
広田 真一（ひろた しんいち、1963年1月27日 - ）は、日本の経済学者。早稲田大学教授。専門は金融論、ファイナンス。早稲田大学商学部、GMP（Global Management Program）ゼミ教授。担当授業は金融入門、企業金融論。趣味はゼミ生との他愛ない会話とカラオケ。昔、ボーカルスクールに通っていた。口癖は「まあええわ」。

## 来歴

### 生い立ち
1963年1月27日に千葉県にて誕生。その後直ぐに京都に引っ越し、幼少期は京都で育つ。幼少期は素直な性格であり、思ったことを率直に発言する少年であった。その性格から父親からは「お前はゴマをすれないから、会社員には向いていない」と言われており、本人もその性格を自覚していた。
大学4年生になり就職活動で悩んだ際に、父親の発言を思い出し自分に合っていると考えた為、研究者を志した。しかし、その後大学院に進学するも、周囲の研究への熱量に圧倒されてしまう。安易な気持ちで進学していたこともあり、勉学についていけなくなってしまう。結果、就職の際には大学が見つからず、途方に暮れる。ここまできて初めて本人は本気を出し始め、初めて生計のために研究を頑張った。無我夢中で研究に没頭していた結果、若手金融学研究者の3本の指に入り、新進気鋭の学者として2001年にイエール大学の客員教授となる。ここで会計の大家であるシャムサンダーと出会い、人生における大きな影響を受ける。また、イエール大学では語学の先生とも懇意にしており、語学の重要性を再認識する。この経験が早稲田大学国際部での活動やGMPの発足に繋がっている。

## 発言・逸話
- ”Preparation and Love”（準備と愛）
- ”Ten minutes presentation needs one hour preparation”(10分のプレゼンには1時間の準備が必要だ)
- 学生時代は出町柳駅近くのミスタードーナツにて友人と勉強していた。
- また、サークルの立ち上げに携わっており「ウィンダーズ」という名の200人規模のローラースケートサークルの幹事を務めていた。
- 以前はコテコテの関西弁で授業をしており、早稲田大学広告研究会出版雑誌『マイルストーン』にて、授業評価欄に「関西弁。ノリ良し、テンポ良し◎」と記されていた。
- 「裾野が広ければ頂も高い」「箱根山、籠に乗る人担ぐ人、そのまた草鞋を作る人」等の話を時々する。
- 名前の英語表記にアポストロフィ付けないせいでソウル科学技術大学校Yongkil Ann教授は「Shinichi」を「シニチ」だと思い込んでいる。
- ファミリーマートのメロンパンが大好き。
- 高田馬場の某韓国料理屋で「お冷、人数分」と言って場を沸かせた。
- 井上インゼミ時、井上ゼミが株式公開したら株を購入したいというコメントを残す。
- 商学部の親交がある教授は横田一彦教授、奥村雅史教授、スズキトモ教授である。
- 2023年5月23日(火)、B班プレゼンのAPT(arbitrage pricing theory)の説明で昨今話題のChatGPTが話題に出た時、「gpt knows APT」という発言を残し、ゼミ生の度肝を抜かせた。

## 略歴
- 1985年：同志社大学経済学部卒業
- 1991年：同志社大学大学院経済学研究科経済政策専攻博士後期課程単位取得満期退学
- 1991年：英知大学文学部専任講師
- 1992年：摂南大学経営情報学部経営情報学科専任講師
- 1993年：摂南大学経営情報学部経営環境情報学科専任講師
- 1998年：早稲田大学商学部専任講師
- 2000年：早稲田大学商学部助教授
- 2004年：早稲田大学商学学術院助教授
- 2007年：早稲田大学商学学術院准教授
- 2008年：早稲田大学商学学術院教授
- 2019年：産業経営研究所兼任研究所員
- 2022年：GMP（Global Management Program）プログラムディレクター

## 著書

### 単著
- 『株主主権を超えて-ステークホルダー型企業の理論と実証-』東洋経済新報社（2012年6月）

### 編著
- 『委員会等設置会社ガイドブック』東洋経済新報社（2004年7月）（宍戸善一との共編・日本取締役協会著）
- 『企業財務戦略ビッグバン』東洋経済新報社（1998年6月） （黒田晃生、米澤康博、新保恵志との共同執筆）